# 잔디 경기

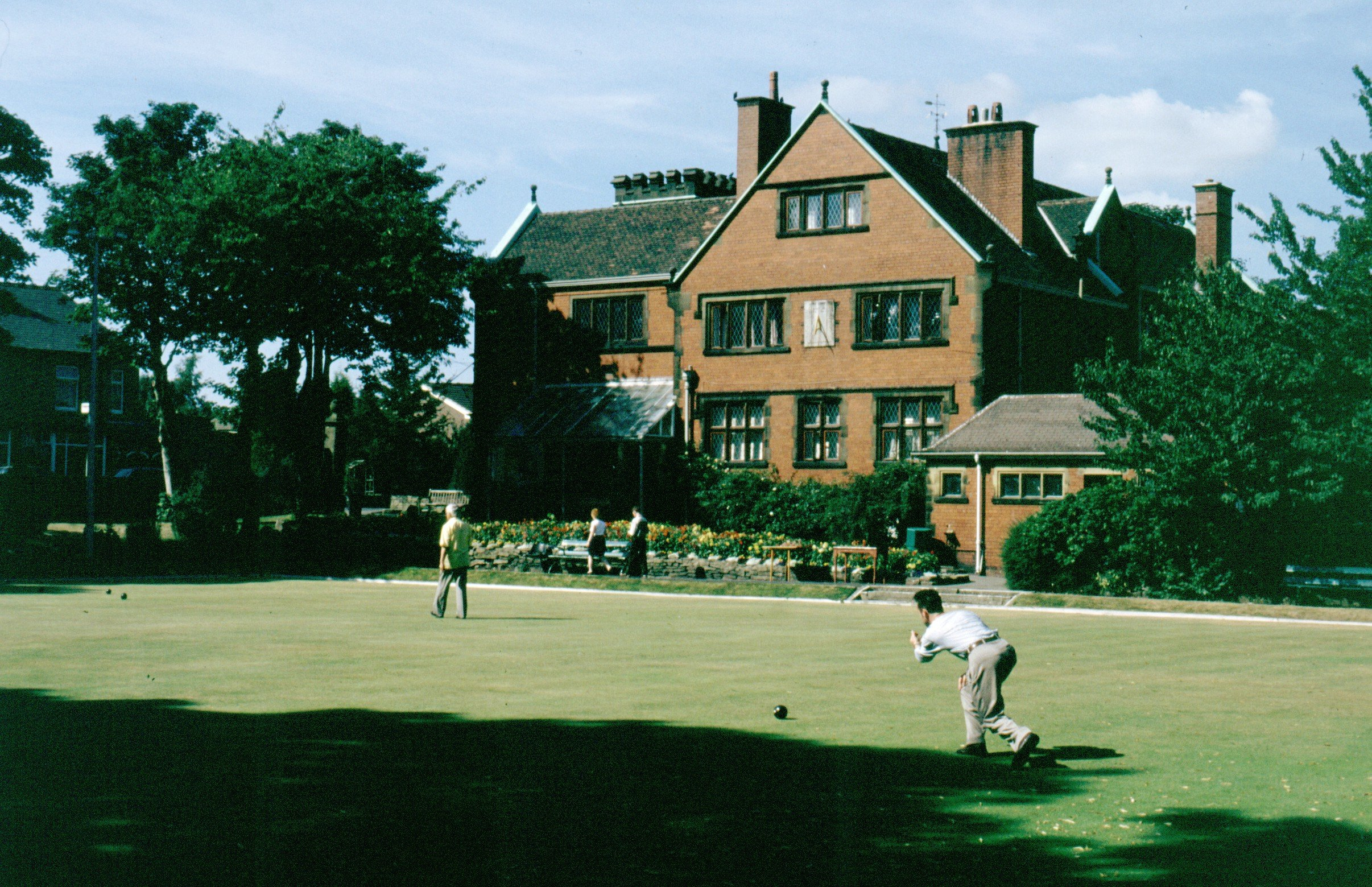
A crown bowls green at Edgworth, Lancashire, England

잔디 경기는 잔디 위에서 할 수 있는 야외 게임이다. 많은 종류의 변형된 잔디 게임이 존재하는데, 대개 공을 사용하거나 물건을 던지는 것을 주된 플레이 방식으로 진행한다. 일부 잔디 게임은 수 세기 동안 고안되고 다른 형태로 진행되어 왔기 때문에 역사적이다. 일부 잔디 게임은 전통적으로 피치(스포츠 필드)에서 진행된다. 일부 회사들은 앞이나 뒤뜰에서 가정용 잔디 게임을 생산하고 마케팅한다.

## 역사

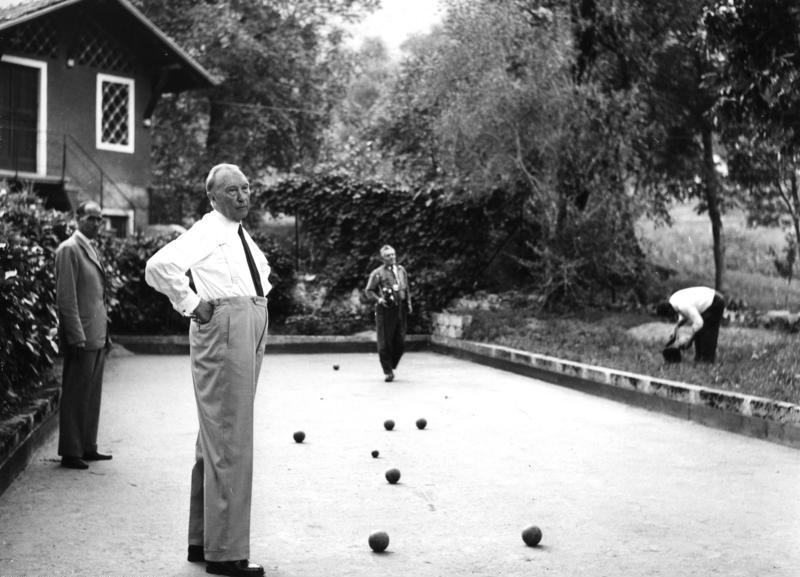
German chancellor Konrad Adenauer playing bocce in Italy, 1958

잔디 경기의 시작은 영국의 중세 시대로 거슬러 올라간다. 이탈리아의 보체(bocce)나 영국의 볼(bowl)과 같은 많은 지역적인 형태의 둥근 공 던지기와 굴리기 게임은 르네상스시기에 인기를 얻었다. 볼 자체는 "땅에 표시하기 위해 가능한 가까이" 공을 굴리는 것과 관련된 로마 군인들이 하는 게임인 고대 로마에서 유래된 것으로 보인다.

## 잔디 경기의 종류

### 공을 사용하는 경기
많은 종류와 다양한 구기 종목들이 존재한다.여러 문화들이 구기 종목의 형태를 만들어냈다. 예를 들어, 마야와 아즈텍 사람들은 고무공을 사용하여 구기 종목을 했다. 브라질 북서부의 야노아마 사람들은 원숭이의 방광으로 만들어진 공을 사용하여 게임을 했는데, 그 공은 참가자들에 의해 위쪽으로 치여지고, 그 공은 원을 그리며 게임을 했다. 보체는 일반적으로 보체 코트에서 경기를 하는데, 더 작은 공 근처에 놓으려는 노력으로 공을 땅에 굴리는 것을 포함한다. 공들은 굴러가는 공을 목표물에 가능한 가깝게 멈추도록 하기 위해 더 작은 목표물 공을 향해 굴리는 것을 포함한다. 크로켓은 나무 또는 플라스틱 공을 일련의 고리를 통해 못으로 치는 것을 포함한다. 크로켓은 1860년대에 영국에서 인기가 많아졌다. 미국에서는, 이 게임은 매년 열리는 대회를 조정하는 전미 크로켓 협회에 의해 관리된다. 이 게임의 여러 변형이 존재한다. 페탄케는 그릇과 부레의 한 형태로, 땅에 두 발을 딛고 원 안에 서 있는 가운데, 코코넷(문자 그대로 "피글렛") 또는 잭이라고 불리는 작은 나무 공에 가능한 가깝게 던지는 것이 목표이다. 페탄케는 "세계에서 가장 많이 플레이되는 볼의 형태"로 묘사되어 왔다. . 뒤뜰 골프는 골프의 요소를 포함하는 미국에서 행해지는 게임이다. 골프공 또는 휘슬공이 사용될 수 있고, 다른 것들 중에서도 잔디 가구, 양동이, 나뭇가지를 포함할 수 있다. 숄프는 테이블 셔플보드와 골프의 교차 형태인 게임이다. 선수들은 번갈아 가며 골프공을 퍼팅 그린에 인쇄된 채점 구역에 넣는다.

공을 사용하는 경기
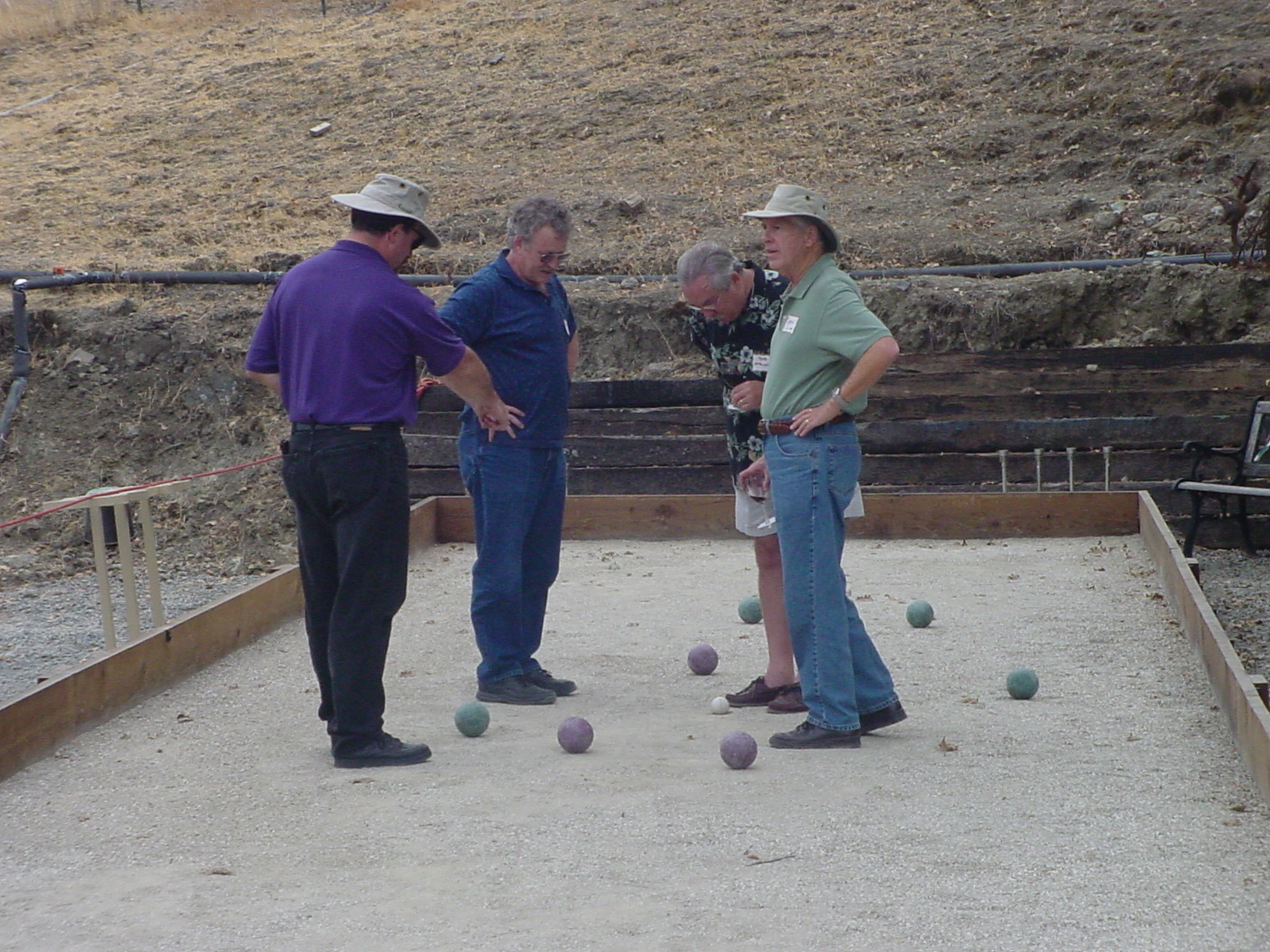
점수를 계산하는 보체 선수들
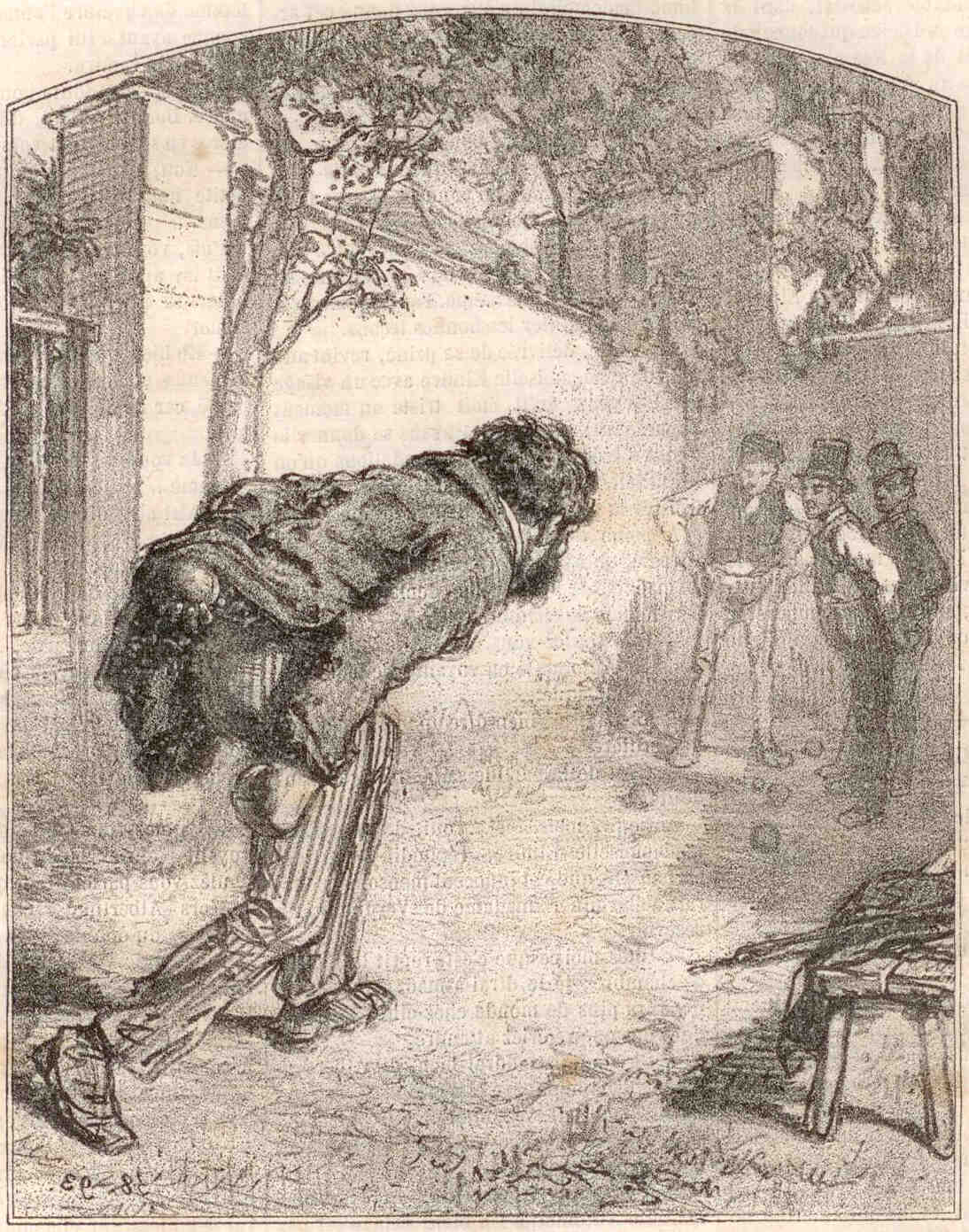
불스 선수를 묘사한 폴 가바르니의 판화, 1858
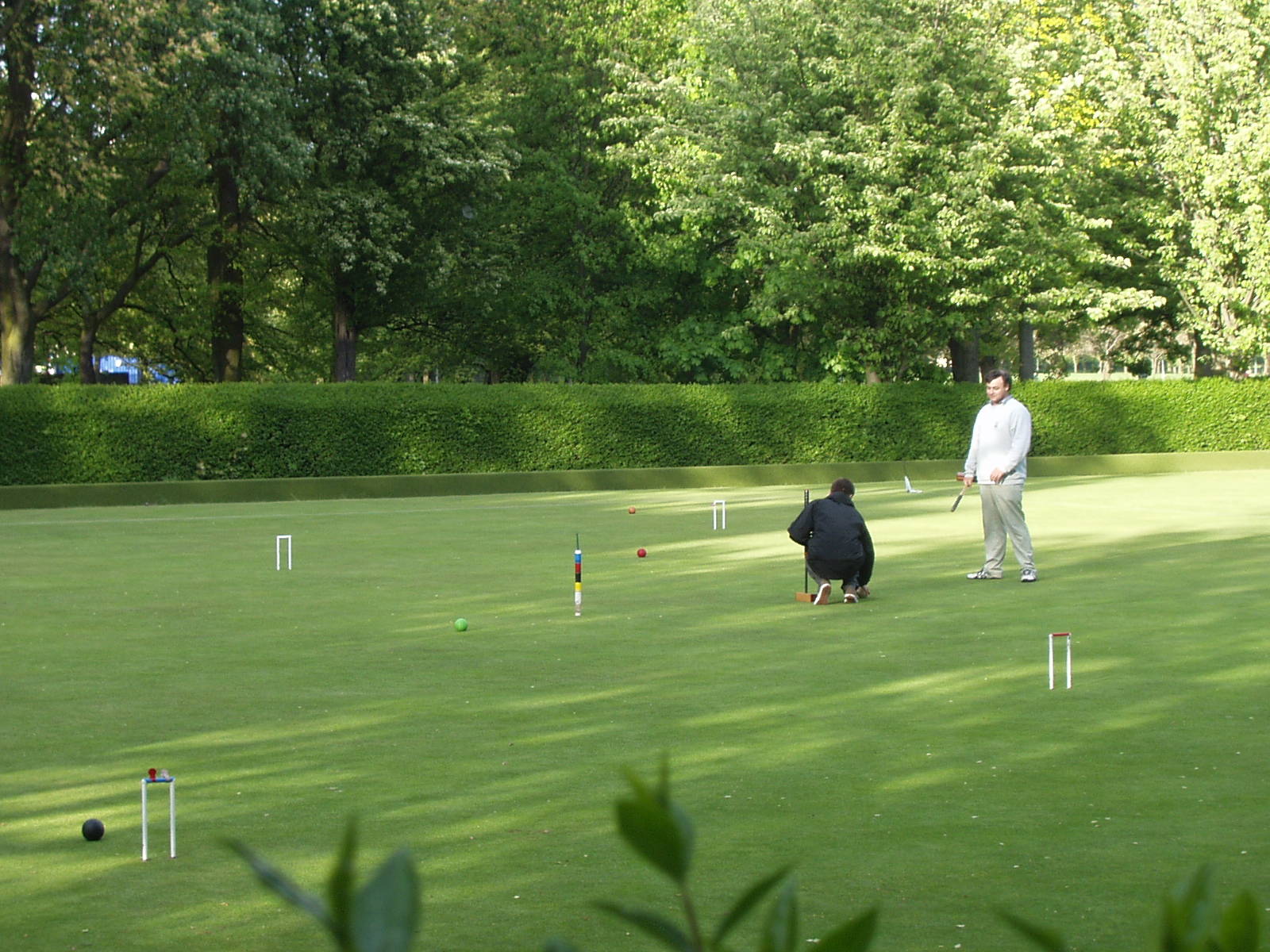
스코틀랜드 에든버러의 한 크로켓 클럽에서 연주되는 크로켓
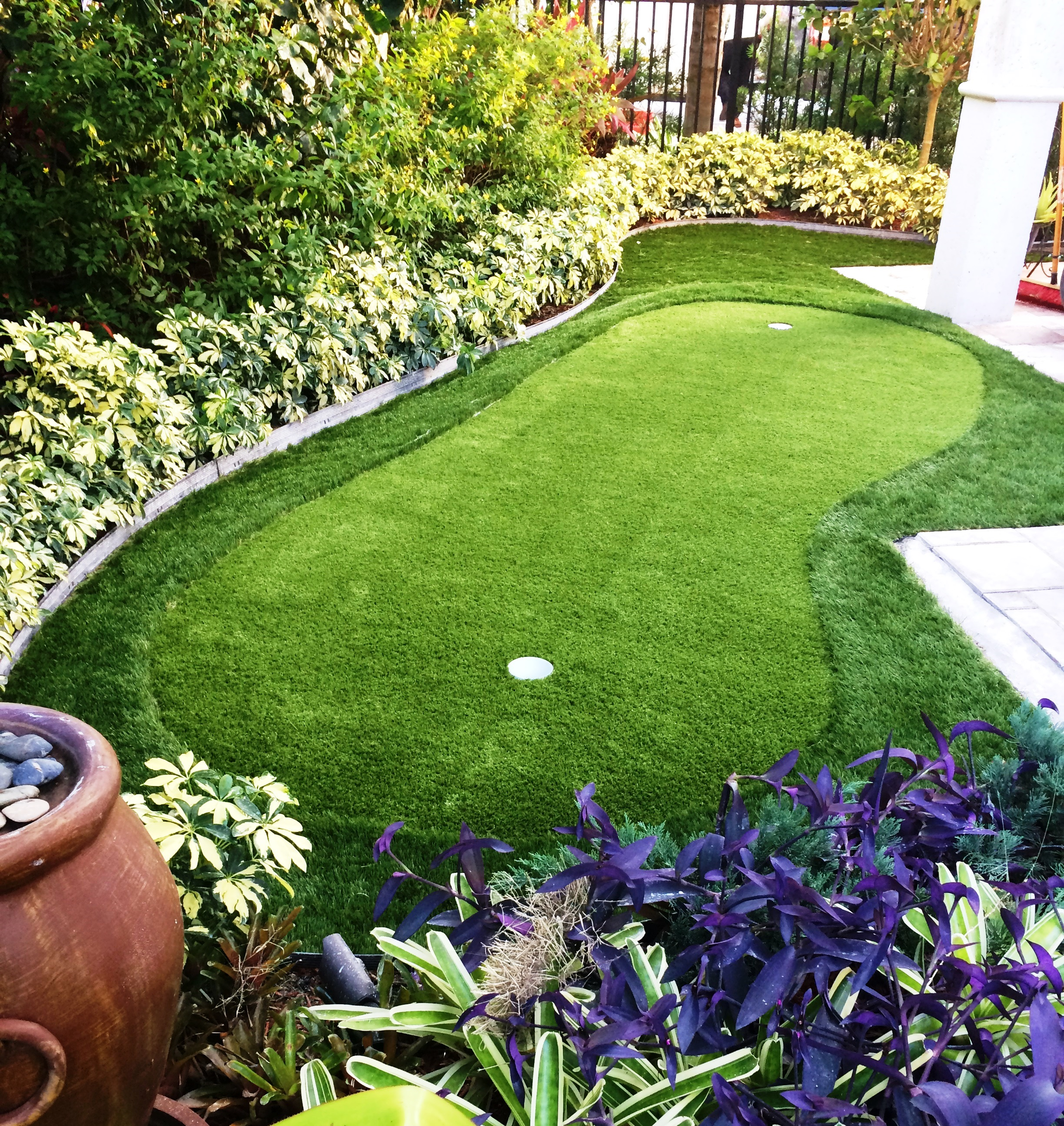
인조잔디를 이용해 조성한 뒤뜰 퍼팅 그린
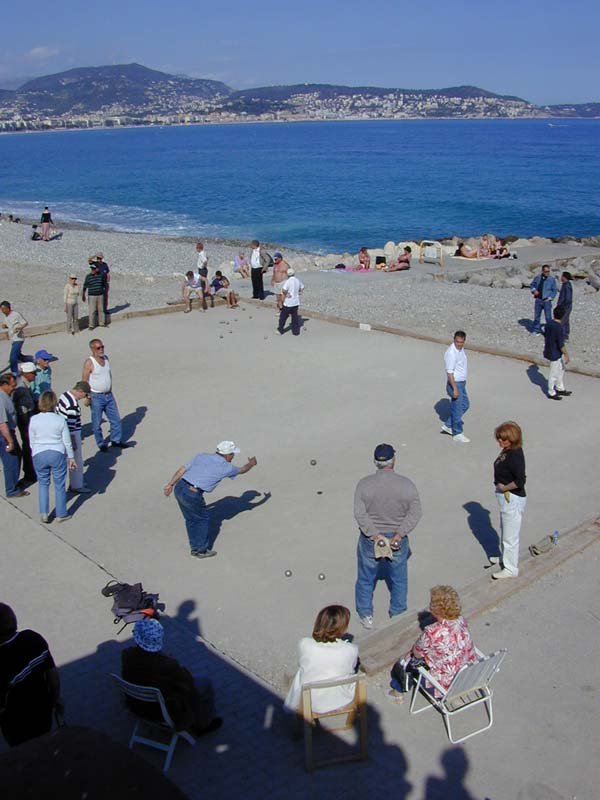
프랑스 니스 해변의 페탄케 선수들

### 던지기 경기
던지기 게임은 게임 플레이의 주요 형태로 다양한 물체를 던지는 것을 포함한다.
- 말발굽은 선수들이 땅의 말뚝에 말굽을 던지는 것을 포함하며, 말굽이 말뚝("링거"라고 알려져 있음)에 감겨 있거나 다른 사람들에 비해 말뚝에 가장 가까운 것을 목표로 한다.[11]
- 워셔 피칭(워셔, 워셔 토스, 화차, 워셔슈, 텍사스 말굽이라고도 함)[12]은 팀 내에서 선수들이 구멍이나 상자를 향해 워셔를 던지는 것을 포함한다. 이 게임에는 많은 변형이 존재하며,[13] 그것은 말굽과 비슷한 것으로 묘사되어 왔다.
- 잔디 다트는 땅에 놓여진 목표물들에 큰 다트를 던지는 것을 포함한다. 잔디 다트는 때때로 제품 리콜의 대상이 되기도 하는데, 그 이유는 아이들이 다트로 인한 머리 상처로 죽거나, 그렇지 않으면 그것들로 인해 다치기 때문이다.[14]1988년 미국에서 소비자 안전 위원회는 잔디 다트 판매를 금지했다.[15] 또한 1989년 캐나다에서도 금지되었다.[15]
- 사다리 토스는 세 개의 고리가 달린 랙에 현이 달린 공을 던지는 것을 포함하며, 현이 달린 공을 고리에 감쌀 때 점수를 얻는다.[13]
- 콩주머니라고도 불리는 콘홀은[13]옥수수나 콩주머니를 위에 구멍이 있는 부분적으로 올려진 판자에 던지는 간단한 잔디 게임이다.[13] 점수는 구멍을 통과하거나 판자에 남아있는 주머니에 대해 얻어진다.[16]
- 캔잼은 "쓰레기통 프리스비"라고 불리는 게임으로 시작되었는데, 이 게임은 한 참가자가 던져진 날아다니는 디스크를 쓰레기통에 내리치거나 때리려고 시도한다.[17] 이 게임은 던져진 디스크가 캔에 부딪혀 획득되는 점수와 함께, 그 디스크를 캔에 넣는 것을 포함하는 캔잼으로 발전했다[17]

던지기 경기
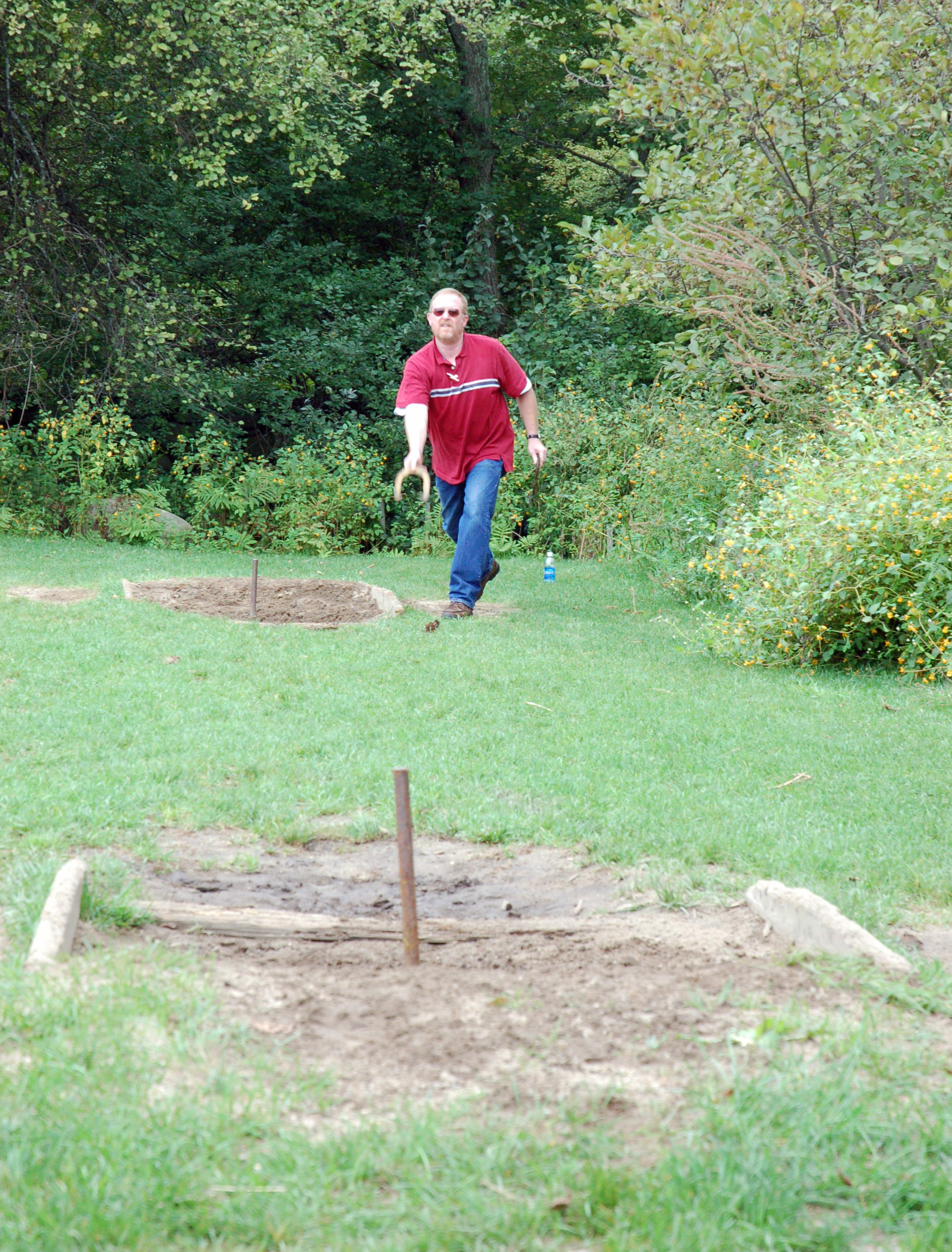
말발굽 게임을 하는 사람
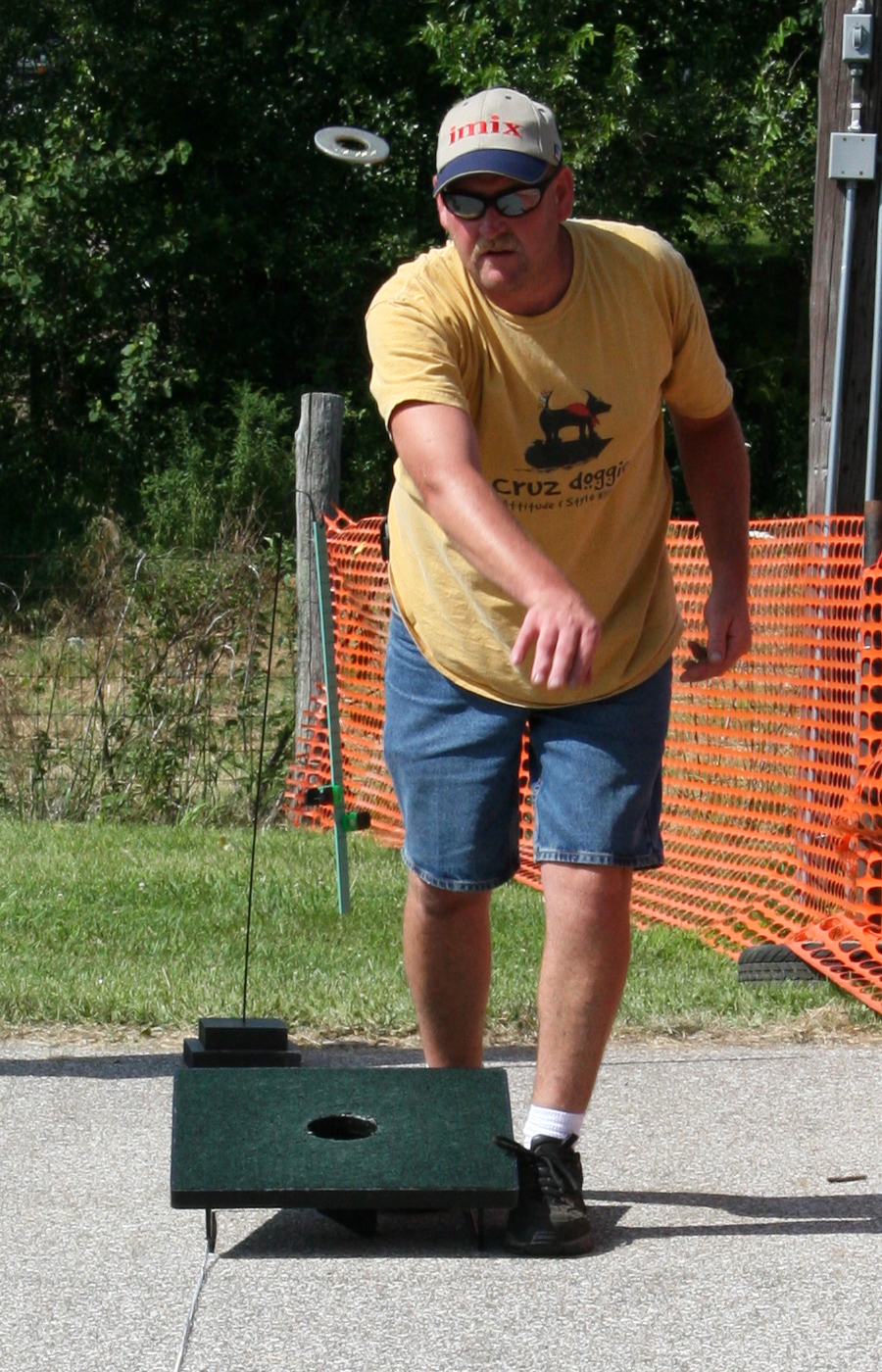
인디애나 토너먼트에서 워셔 피칭을 하는 사람
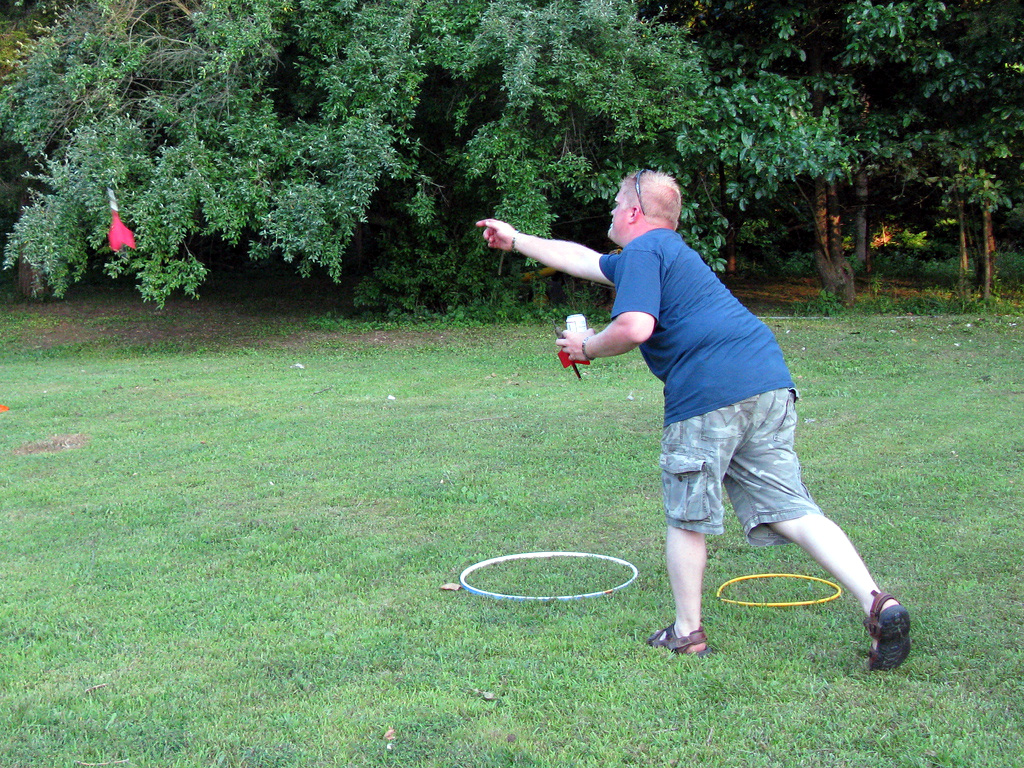
잔디 다트를 던지는 사람
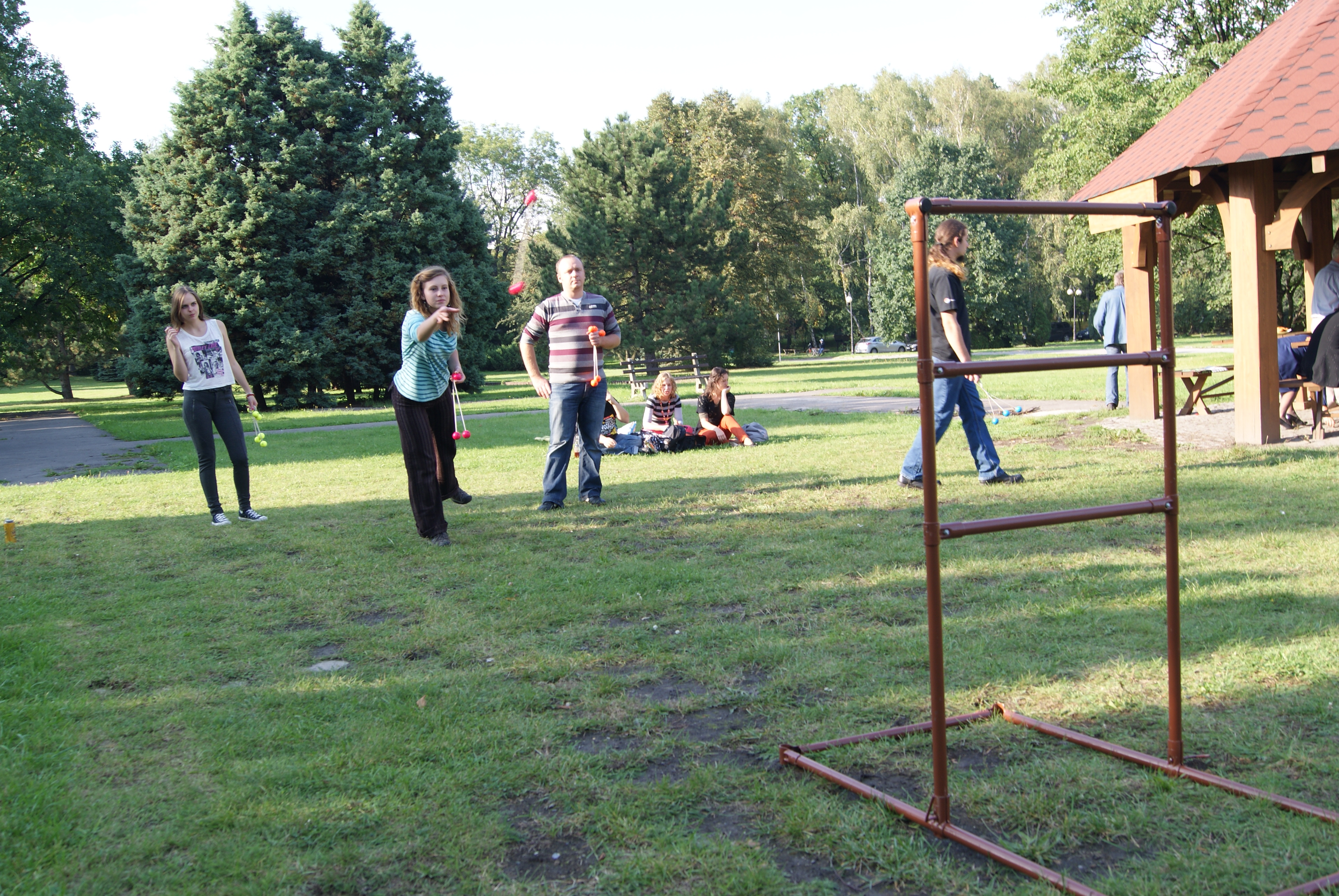
사다리 토스를 하는 사람들
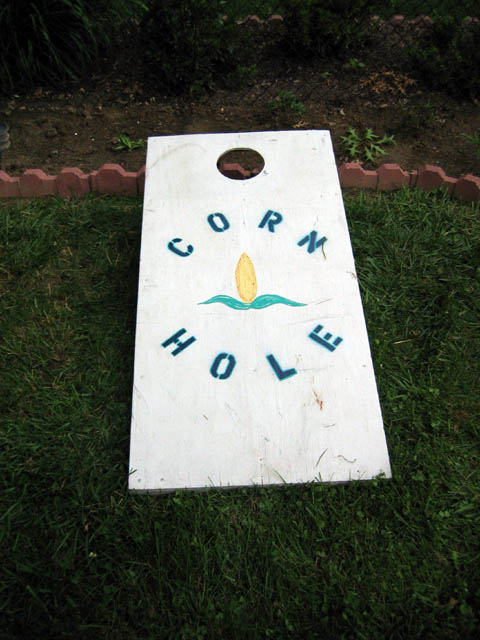
콘홀 게임 보드
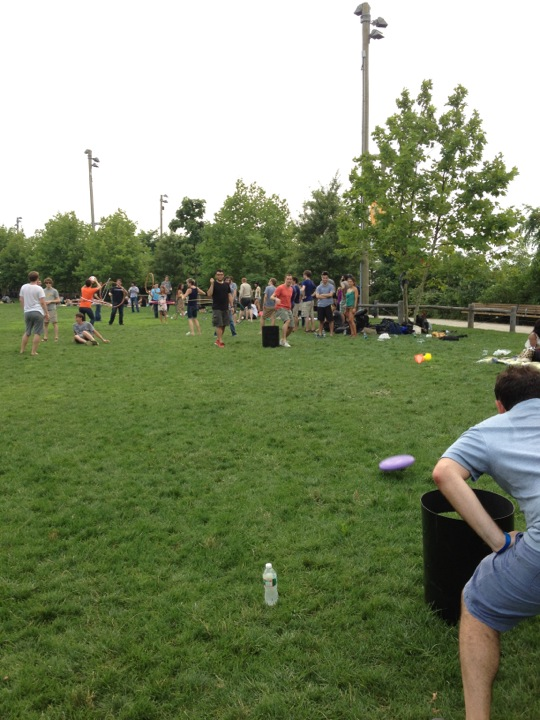
캔잼을 하는 사람들

## 같이 보기
- 마당 크리켓
- 체로키 구슬
- 계란 굴리기
- 쿠브
- 묄키

## 관련 문헌
- Rowell, V.; Tukey, P. (2012). 《Tag, Toss & Run: 40 Classic Lawn Games》. Storey Publishing, LLC. ISBN 978-1-60342-809-5. 208 pages.

## 추가 문헌
- Scott, Nate (2013년 11월 22일). “The definitive lawn game power rankings”. 《USA Today》. 2015년 6월 27일에 확인함.
- “A Brief History of Lawn Games” (PDF). United States National Arboretum. 2016년 12월 22일에 원본 문서 (PDF)에서 보존된 문서. 2015년 6월 27일에 확인함.